# Gudeliva
Gudeliva war die Ehefrau des Amalers Theodahad, als Amalasuntha ihn 534 zum Mitregenten heranzog und damit seine Erhebung zum Ostgotenkönig bewirkte. Ihr Name, der die weibliche Form des belegten gotischen Namens Gudilub ist, weist sie als Gotin aus. Das ist allerdings alles, was über ihre Herkunft bekannt ist. Auch dass sie die Mutter der zwei für Theodahad bekannten Kinder war, ist nicht gesichert.
Allerdings hatte sie eine gewisse „politische“ Bedeutung. Das geht daraus hervor, dass beim Abschluss des Vertrags 536 zwischen dem oströmischen Kaiser Justinian I. und Theodahad, durch den dieser sein Königtum aufgab, auch die Unterschrift seiner Königin (Gudeliva) gefordert wurde. Interessant sind auch ihre zwei Briefe im Jahr 535 an Theodora, die Gattin des Justinians I., die Cassiodorus in seine Sammlung Variae (epistulae) aufnahm (Buch X,21 und X,24). Cassiodorus überschrieb sie mit Theodorae Avgvstae Gvdeliva Regina und betonte so den Rang der Schreibenden. Durch die Briefe versuchte Gudeliva mit einem großen Aufwand an Schmeichelei die zeitgleichen Briefe ihres Gatten zu unterstützen.
Ob sie in eifersüchtiger Konkurrenz zu Amalasuntha stand und ob sie die Politik ihres zögerlichen Ehemannes antrieb, ja bestimmte, wie einige Historiker meinen, muss offen bleiben. Zumindest übernahm sie unmittelbar nach der Gefangensetzung Amalasunthas  die Rolle der nunmehr einzigen gotischen Königin und wohl auch einen Großteil ihrer königlichen Kleidung und ihres Schmuckes. 